# Brumley (Missouri)
Pour les articles homonymes, voir Brumley.
Brumley est un village du comté de Miller, dans le Missouri, aux États-Unis,. Situé au sud-ouest du comté, il est incorporé en 1926. En 2017, sa population est estimée à 94 habitants.

## Démographie
Lors du recensement de 2010, le village comptait une population de 91 habitants. Elle est estimée, en 2017, à 94 habitants.

## Source de la traduction
- (en) Cet article est partiellement ou en totalité issu de l’article de Wikipédia en anglais intitulé « Brumley, Missouri » (voir la liste des auteurs).